# Исмаил Кемали (университет)
Университет «Исмаил Кемали» (алб. Universiteti "Ismail Qemali" i Vlorës) — высшее учебное общественное заведение, расположенное в г. Влёра (Албания). Специализируется в области науки и техники.

## История
Основан в 1994 году. Первоначально, как технологический университет во Влёра (Universitet Teknologjik i Vlorës). Носит имя Исмаила Кемали (1844—1919), лидера Албанского национального движения, основателя и первого главы государства Албания.

## Структура
Преподавательский состав — около 200 человек, из которых 24 имеют звание профессора. Нынешний ректор — экономист, профессор Альберт Квари.
Количество обучающихся — около 10 000 человек. По количеству студентов является одним из трёх крупнейших университетов Албании.
В настоящее время, состоит из четырёх факультетов:
- Факультет технико-инжиниринговых наук (Fakulteti i Shkencave dhe Inxhinierisë)
- Факультет общественных и педагогических наук (Fakulteti i Shkencave Shoqërore dhe Edukimit)
- Экономико-юридический факультет (Fakulteti i Ekonomisë dhe Drejtesise)
- Медицинский факультет (Fakulteti i Mjekesise)

В феврале 1997 студенты университета в связи с обострением социальной ситуации в стране объявили голодовку. 23 февраля в знак солидарности с протестующими студентами по центру города Влёра прошли около 5 000 человек.